# شهرستان کارتر (تنسی)
شهرستان کارتر، تنسی (به انگلیسی: Carter County, Tennessee) یک سکونتگاه مسکونی در ایالات متحده آمریکا است که در تنسی واقع شده‌است.

## خصوصیات
شهرستان کارتر ۹۰۱٫۳۲ کیلومترمربع مساحت دارد.